# 2000 AF255
2000 AF255 est un objet transneptunien de magnitude absolue 5,8. Son diamètre est estimé à 304 km.